# 肩斑白鰩
突尼斯白鰩（學名：Leucoraja naevus），為軟骨魚綱鰩目鰩科白魟屬的一種，分布於東大西洋卡特加特海峽與北海, 英國、愛爾蘭與地中海到摩洛哥與塞內加爾海域，深度12至900公尺，本魚吻短，上表面完全具刺，但成魚的胸鰭中央或多或少裸露，下表面除前緣有刺外，其餘光滑，頸背或肩部區域有一大片三角形的刺，上表面赭石色至淺灰褐色，每條胸鰭中央有一個大而圓的黑色眼斑，下表面白色，體長可達81公分，棲息在沿海至大陸坡海域，為底棲性魚類，肉食性，卵生，卵囊為長方形，具有堅硬的角質觸鬚，生活習性不明，可作為食用魚及觀賞魚。